# Dimitrios Grigoriu
Dimitrios Grigoriu (7 september 1998), beter bekend onder zijn artiestennaam Mighty Jimm, is een Belgisch-Griekse b-boy.

## Levensloop
Grigoriu groeide op in Griekenland als zoon van een Griekse vader en een Belgische moeder. Later verhuisde hij naar België alwaar hij aan de slag ging als dansleraar en professioneel artiest.
In 2022 behaalde hij de eindzege in de Belgische finale van de 'Red Bull BC One', waarmee hij zich plaatste voor de 'Red Bull BC One World Final' te New York. Aldaar behaalde hij een plek in de top 16. In 2023 eindigde de Antwerpenaar in de top 8 op het WK Breaking te Leuven.